# Ou4

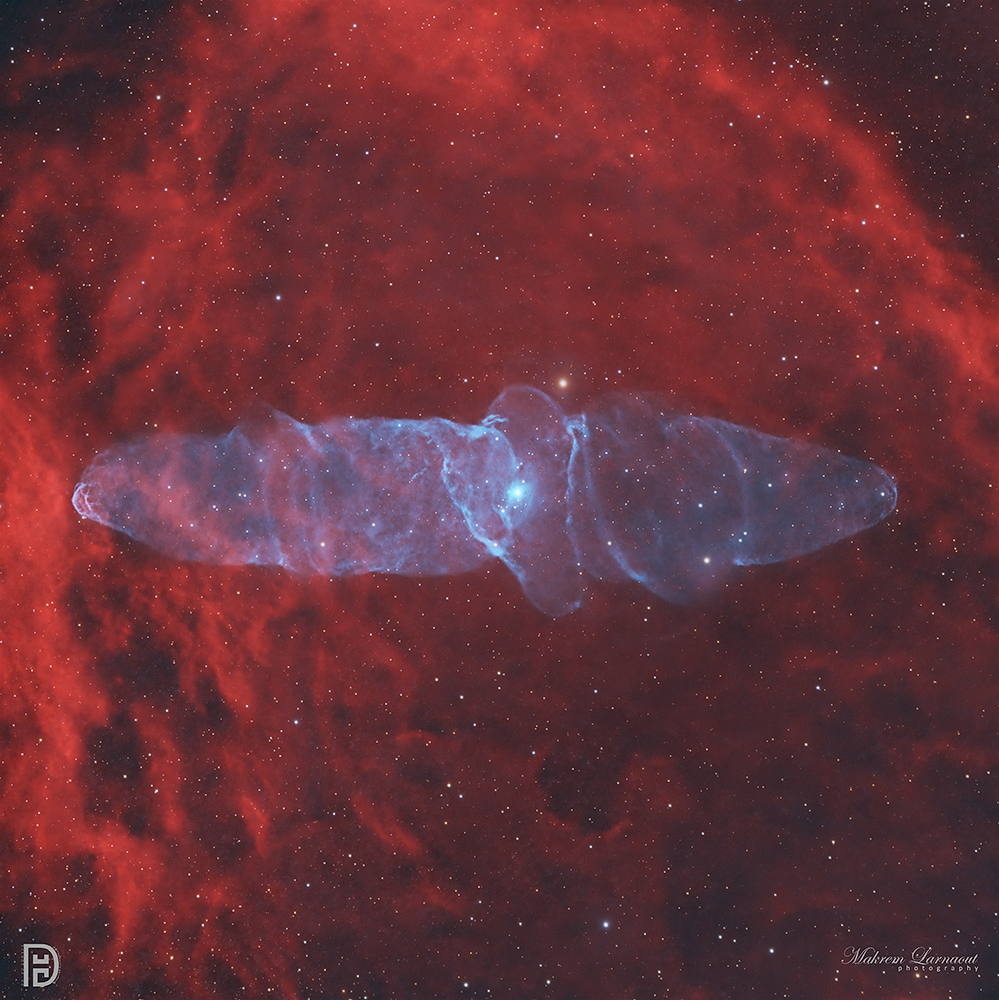
SH2-129 The Giant Squid

Ou4, également connue sous le nom de nébuleuse du Calmar géant (Giant Squid Nebula), est une nébuleuse planétaire située à environ 2 300 années-lumière (al) de la Terre dans la constellation de Céphée,. Elle a été découverte en juin 2011 par Nicolas Outters,,.
On peut observer cette nébuleuse à travers une autre nébuleuse, Sh2-129, située à environ 1 300 al.